# Araliowate

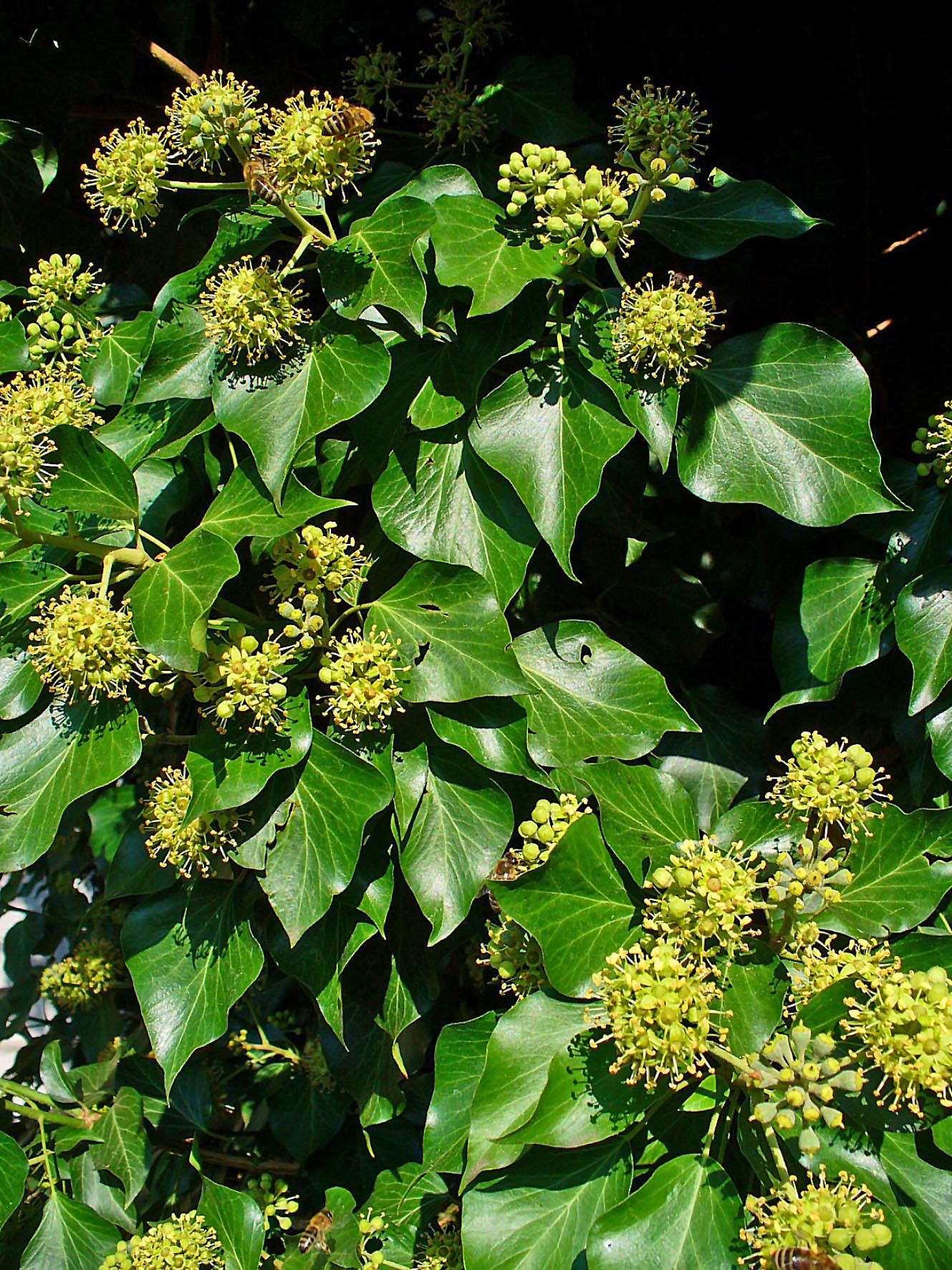
Bluszcz pospolity

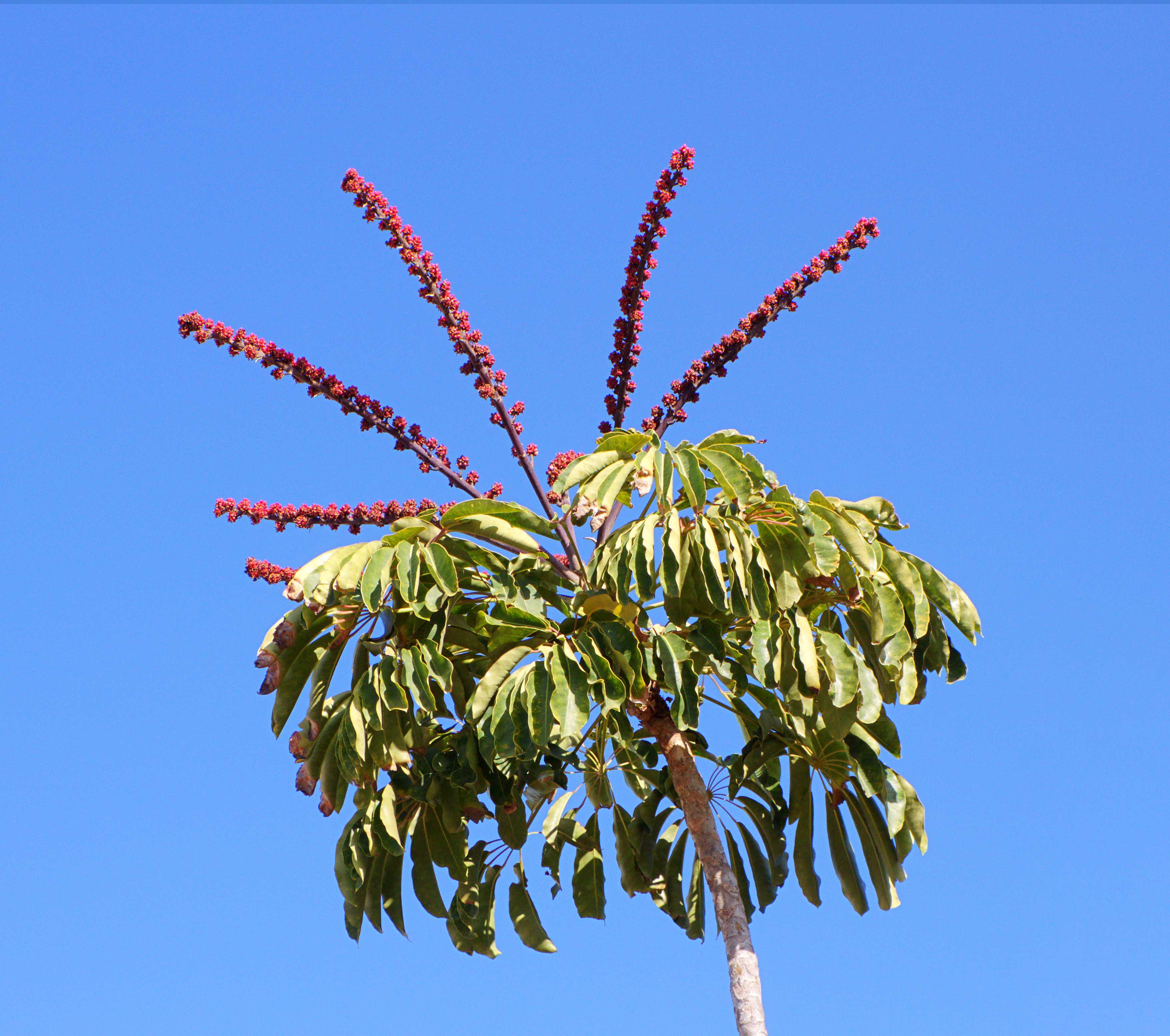
Schefflera actinophylla

Araliowate (Araliaceae Juss.) – rodzina drzew, krzewów, pnączy o zdrewniałych łodygach (podrodzina Aralioideae), rzadziej roślin zielnych (podrodzina Hydrocotyloideae). Należą tu 43 rodzaje z 1450 gatunkami występującymi głównie w strefie tropikalnej i subtropikalnej, choć sięgające także rejonów arktycznych i umiarkowanych chłodnych w Ameryce Północnej, na Dalekim Wschodzie (Sachalin), na półkuli południowej rosnąc na południowych krańcach Ameryki Południowej i w Nowej Zelandii. W Polsce rosną dziko przedstawiciele dwóch rodzajów – wąkrota Hydrocotyle i bluszcz Hedera.
W ziołolecznictwie wykorzystywane od dawna są różne gatunki z rodzaju wszechlek Panax. W Azji Tetropanax papyrifer dostarcza surowca do wyrobu wysokiej jakości papieru stosowanego do malowania farbami wodnymi (gwaszem) oraz wyrobu papierowych kwiatów. Użytkowane jest także drewno do celów konstrukcyjnych i na opał niektórych gatunków z rodzajów eleuterokok, szeflera i Meryta. Liczne gatunki uprawiane są jako rośliny ozdobne, zwłaszcza z rodzajów: bluszcz, fatsja (także mieszaniec międzyrodzajowy – fatsjobluszcz), szeflera, aralia, eleuterokok, Dendropanax, Polyscias, Plerandra i innych. Rośliny z rodzaju wąkrota uprawiane są jako akwariowe.

## Morfologia

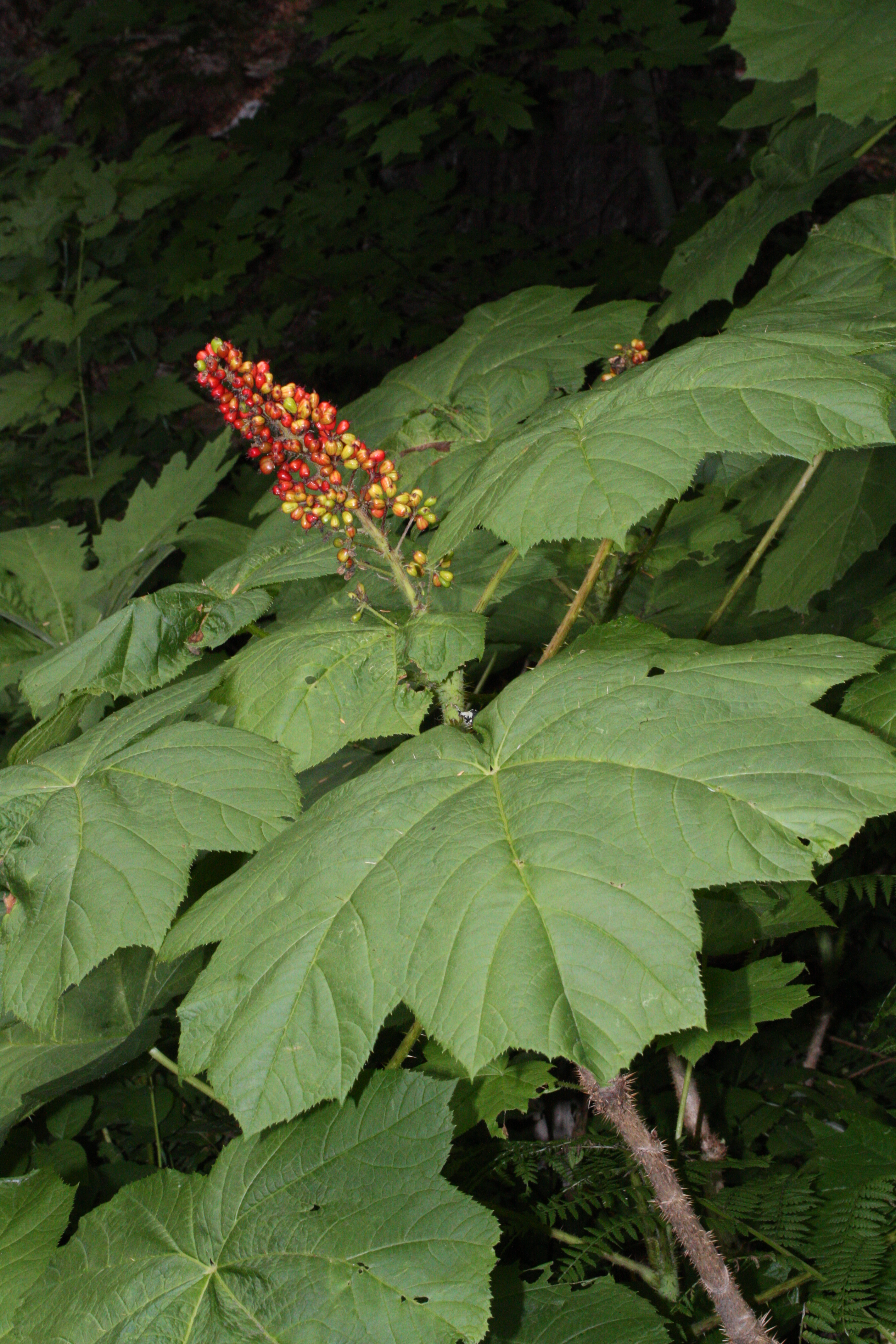
Kolcosił straszliwy

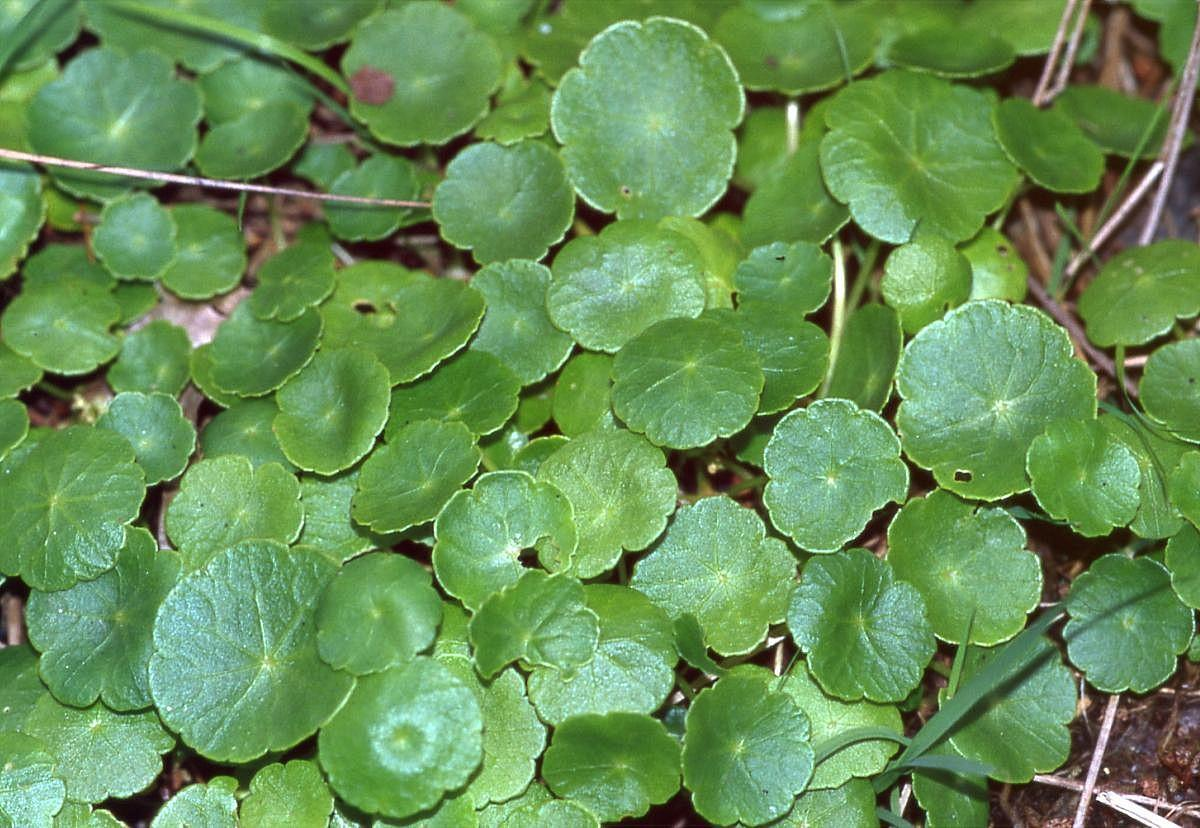
Wąkrota zwyczajna

PokrójRośliny o pędach zazwyczaj zdrewniałych – drzewa, krzewy i pnącza (bluszcz), rzadziej zielne: wąkrota i zrostnik, niektórzy przedstawiciele rodzajów aralia i wszechlek). Pędy często słabo rozgałęzione, zwykle z wyraźnymi bliznami liściowymi.
LiściePrzeważnie skrętoległe, rzadziej naprzeciwległe, zwykle długoogonkowe, bez przylistków lub z drobnymi. Blaszki różnie uformowane – pojedyncze lub złożone dłoniasto albo pierzasto, także podwójnie. Liście pojedyncze też często klapowane, czasem tarczowate (wąkrota). Użyłkowanie liścia pierzaste lub błoniaste. Brzeg blaszki zróżnicowany – cały, klapowany, ząbkowany lub piłkowany.
KwiatyDrobne, niepozorne, obupłciowe, promieniste, zebrane w różnego rodzaju kwiatostany, przeważnie w baldachy i główki, rzadziej grona i kłosy, przy czym baldachy zwykle rozwijają się jeszcze w złożonych kwiatostanach groniastych lub kłosokształtnych. Kielich zredukowany do niewyraźnych ząbków lub rąbka, przyrośniętych do zalążni. Korona kwiatu wolnopłatkowa (rzadko płatki u nasady zrośnięte), złożona najczęściej z pięciu lub 10 płatków (rzadko inna liczba od 3 do 12, lub brak ich zupełnie), odpadająca. Pręciki wolne, w ilości równej płatkom (rzadko większej), ułożone w okółku naprzemianlegle do płatków, przyczepione do krążka miodnikowego, przez który przechodzi szyjka słupka. Słupek zbudowany jest z dwóch-pięciu owocolistków, każdy tworzący własną komorę zalążni. Zalążnia dolna lub wpół dolna, rzadko górna. Szyjek słupka tyle, ile owocolistków, są one wolne, lub (całkowicie albo częściowo) zrośnięte.
OwocPestkowiec lub jagoda u Aralioideae i rozłupnia u Hydrocotyloideae.

## Systematyka
Jedna z rodzin rzędu selerowców Apiales. Dawniej przyjmowano, że w odróżnieniu od zielnych selerowatych do rodziny tej należą rośliny zdrewniałe. To sztuczne kryterium nie utrzymało się, bowiem formy zielne występują w obrębie rodzajów Aralia i Panax, a co istotniejsze – rodzaje wąkrota Hydrocotyle i Trachymene, tradycyjnie włączane do selerowatych okazały się tworzyć grupę siostrzaną wobec pozostałych araliowatych (inne rodzaje tworzące tradycyjnie wyróżnianą podrodzinę Hydrocoloideae pozostały w selerowatych – azorella Azorella, wąkrotka Centella i Xanthosia). Niektóre zaliczane dawniej do araliowatych rodzaje przeniesione zostały do innych rodzin, gdy odkryto ich rzeczywiste relacje filogenetyczne. Rodzaj Diplopanax przeniesiony został do błotniowatych Nyssaceae, Homalosciadium włączone zostało do rodzaju Platysace w obrębie selerowatych, rodzaj Delarbrea klasyfikowany jest do Myodocarpaceae. 
Podział na rodzaje w obrębie araliowatych jest w wielu miejscach jeszcze prowizoryczny i wiadomo, że wymaga licznych zmian i rewizji. Do taksonów polifiletycznych, wymagających podziału należy m.in. szeflera Schefflera.
W systemie Cronquista (1981) rodzina araliowatych była jedną z dwóch, obok selerowatych Apiaceae, tworzących rząd selerowców Apiales. W systemie Takhtajana (1997) araliowate tworzyły rząd araliowców Araliales wspólnie z selerowatymi i wyodrębnionymi z nich wąkrotowatymi Hydrocotylaceae. W wersji systemu Takhtajana z 2008 ujęcie rodziny i wyodrębnione kolejne rodziny w obrębie selerowców zbliżone są do ujęcia z systemów APG.
Pozycja systematyczna według APweb (aktualizowany system APG IV z 2016)
|  | Araliaceae – araliowate                                                  |
|  |                                                                          |
|  | \| \| Myodocarpaceae \| \| \| \| \| \| Apiaceae – selerowate \| \| \| \| |
|  |                                                                          |
|  | Myodocarpaceae                                                           |
|  |                                                                          |
|  | Apiaceae – selerowate                                                    |
|  |                                                                          |

|  | Myodocarpaceae        |
|  |                       |
|  | Apiaceae – selerowate |
|  |                       |

|  | Araliaceae – araliowate                                                  |
|  |                                                                          |
|  | \| \| Myodocarpaceae \| \| \| \| \| \| Apiaceae – selerowate \| \| \| \| |
|  |                                                                          |
|  | Myodocarpaceae                                                           |
|  |                                                                          |
|  | Apiaceae – selerowate                                                    |
|  |                                                                          |

|  | Myodocarpaceae        |
|  |                       |
|  | Apiaceae – selerowate |
|  |                       |

|  | Araliaceae – araliowate                                                  |
|  |                                                                          |
|  | \| \| Myodocarpaceae \| \| \| \| \| \| Apiaceae – selerowate \| \| \| \| |
|  |                                                                          |
|  | Myodocarpaceae                                                           |
|  |                                                                          |
|  | Apiaceae – selerowate                                                    |
|  |                                                                          |

|  | Myodocarpaceae        |
|  |                       |
|  | Apiaceae – selerowate |
|  |                       |

|  | Araliaceae – araliowate                                                  |
|  |                                                                          |
|  | \| \| Myodocarpaceae \| \| \| \| \| \| Apiaceae – selerowate \| \| \| \| |
|  |                                                                          |
|  | Myodocarpaceae                                                           |
|  |                                                                          |
|  | Apiaceae – selerowate                                                    |
|  |                                                                          |

|  | Myodocarpaceae        |
|  |                       |
|  | Apiaceae – selerowate |
|  |                       |

|  | Araliaceae – araliowate                                                  |
|  |                                                                          |
|  | \| \| Myodocarpaceae \| \| \| \| \| \| Apiaceae – selerowate \| \| \| \| |
|  |                                                                          |
|  | Myodocarpaceae                                                           |
|  |                                                                          |
|  | Apiaceae – selerowate                                                    |
|  |                                                                          |

|  | Myodocarpaceae        |
|  |                       |
|  | Apiaceae – selerowate |
|  |                       |

|  | Araliaceae – araliowate                                                  |
|  |                                                                          |
|  | \| \| Myodocarpaceae \| \| \| \| \| \| Apiaceae – selerowate \| \| \| \| |
|  |                                                                          |
|  | Myodocarpaceae                                                           |
|  |                                                                          |
|  | Apiaceae – selerowate                                                    |
|  |                                                                          |

|  | Myodocarpaceae        |
|  |                       |
|  | Apiaceae – selerowate |
|  |                       |

|  | Araliaceae – araliowate                                                  |
|  |                                                                          |
|  | \| \| Myodocarpaceae \| \| \| \| \| \| Apiaceae – selerowate \| \| \| \| |
|  |                                                                          |
|  | Myodocarpaceae                                                           |
|  |                                                                          |
|  | Apiaceae – selerowate                                                    |
|  |                                                                          |

|  | Myodocarpaceae        |
|  |                       |
|  | Apiaceae – selerowate |
|  |                       |

|  | Araliaceae – araliowate                                                  |
|  |                                                                          |
|  | \| \| Myodocarpaceae \| \| \| \| \| \| Apiaceae – selerowate \| \| \| \| |
|  |                                                                          |
|  | Myodocarpaceae                                                           |
|  |                                                                          |
|  | Apiaceae – selerowate                                                    |
|  |                                                                          |

|  | Myodocarpaceae        |
|  |                       |
|  | Apiaceae – selerowate |
|  |                       |

|  | Araliaceae – araliowate                                                  |
|  |                                                                          |
|  | \| \| Myodocarpaceae \| \| \| \| \| \| Apiaceae – selerowate \| \| \| \| |
|  |                                                                          |
|  | Myodocarpaceae                                                           |
|  |                                                                          |
|  | Apiaceae – selerowate                                                    |
|  |                                                                          |

|  | Myodocarpaceae        |
|  |                       |
|  | Apiaceae – selerowate |
|  |                       |

|  | Araliaceae – araliowate                                                  |
|  |                                                                          |
|  | \| \| Myodocarpaceae \| \| \| \| \| \| Apiaceae – selerowate \| \| \| \| |
|  |                                                                          |
|  | Myodocarpaceae                                                           |
|  |                                                                          |
|  | Apiaceae – selerowate                                                    |
|  |                                                                          |

|  | Myodocarpaceae        |
|  |                       |
|  | Apiaceae – selerowate |
|  |                       |

|  | Araliaceae – araliowate                                                  |
|  |                                                                          |
|  | \| \| Myodocarpaceae \| \| \| \| \| \| Apiaceae – selerowate \| \| \| \| |
|  |                                                                          |
|  | Myodocarpaceae                                                           |
|  |                                                                          |
|  | Apiaceae – selerowate                                                    |
|  |                                                                          |

|  | Myodocarpaceae        |
|  |                       |
|  | Apiaceae – selerowate |
|  |                       |

|  | Araliaceae – araliowate                                                  |
|  |                                                                          |
|  | \| \| Myodocarpaceae \| \| \| \| \| \| Apiaceae – selerowate \| \| \| \| |
|  |                                                                          |
|  | Myodocarpaceae                                                           |
|  |                                                                          |
|  | Apiaceae – selerowate                                                    |
|  |                                                                          |

|  | Myodocarpaceae        |
|  |                       |
|  | Apiaceae – selerowate |
|  |                       |

|  | Araliaceae – araliowate                                                  |
|  |                                                                          |
|  | \| \| Myodocarpaceae \| \| \| \| \| \| Apiaceae – selerowate \| \| \| \| |
|  |                                                                          |
|  | Myodocarpaceae                                                           |
|  |                                                                          |
|  | Apiaceae – selerowate                                                    |
|  |                                                                          |

|  | Myodocarpaceae        |
|  |                       |
|  | Apiaceae – selerowate |
|  |                       |

|  | Araliaceae – araliowate                                                  |
|  |                                                                          |
|  | \| \| Myodocarpaceae \| \| \| \| \| \| Apiaceae – selerowate \| \| \| \| |
|  |                                                                          |
|  | Myodocarpaceae                                                           |
|  |                                                                          |
|  | Apiaceae – selerowate                                                    |
|  |                                                                          |

|  | Myodocarpaceae        |
|  |                       |
|  | Apiaceae – selerowate |
|  |                       |

|  | Araliaceae – araliowate                                                  |
|  |                                                                          |
|  | \| \| Myodocarpaceae \| \| \| \| \| \| Apiaceae – selerowate \| \| \| \| |
|  |                                                                          |
|  | Myodocarpaceae                                                           |
|  |                                                                          |
|  | Apiaceae – selerowate                                                    |
|  |                                                                          |

|  | Myodocarpaceae        |
|  |                       |
|  | Apiaceae – selerowate |
|  |                       |

|  | Araliaceae – araliowate                                                  |
|  |                                                                          |
|  | \| \| Myodocarpaceae \| \| \| \| \| \| Apiaceae – selerowate \| \| \| \| |
|  |                                                                          |
|  | Myodocarpaceae                                                           |
|  |                                                                          |
|  | Apiaceae – selerowate                                                    |
|  |                                                                          |

|  | Myodocarpaceae        |
|  |                       |
|  | Apiaceae – selerowate |
|  |                       |

Podział rodziny
Podrodzina: Hydrocotyloideae Link
- Hydrocotyle L.  – wąkrota
- Trachymene Rudge – zrostnik

Podrodzina: Aralioideae Eaton

- Anakasia Philipson
- Aralia L. – aralia
- Astropanax Seem.
- Astrotricha DC.
- Brassaiopsis Decaisne & Planchon
- Cephalaralia Harms
- Cheirodendron Seemann
- Chengiopanax C.B.Shang & J.Y.Huang
- Crepinella Marchal
- Cussonia Thunb. – kusonia[9]
- Dendropanax Decne. & Planch.
- Didymopanax Decne. & Planch.
- Eleutherococcus Maxim. – eleuterokok
- Fatsia Decaisne & Planchon – fatsja
- ×Fatshedera Guillaumin – fatsjobluszcz
- Gamblea C. B. Clarke
- Harmsiopanax Warburg
- Hedera L. – bluszcz
- Heptapleurum Gaertn.
- Heteropanax Seem.
- Kalopanax Miq.
- Macropanax Miquel
- Merrilliopanax H. L. Li
- Meryta J. R. Forster & G. Forster – merita[10]
- Metapanax J.Wen & Frodin
- Motherwellia F. Mueller
- Neocussonia Hutchinson
- Neopanax Allan
- Oplopanax (Torrey & A. Gray) Miquel
- Oreopanax Decaisne & Planchon
- Osmoxylon Miquel
- Panax L. – wszechlek
- Plerandra A.Gray
- Polyscias J.R.Forst. & G.Forst. – polyscias[9]
- Pseudopanax K. Koch
- Raukaua Seem.
- Schefflera J. R. Forster & G. Forster – szeflera
- Sciodaphyllum P.Browne
- Seemannaralia R. Viguier
- Sinopanax H. L. Li
- Tetrapanax (K. Koch) K. Koch
- Tetraplasandra A. Gray
- Trevesia Visiani – trewesia[9]
- Woodburnia Prain